# Rosenbach (Flachslanden)
Rosenbach (fränkisch: Äjba-rosaba bzw. für die Siedlung am Bahnhof Rosaba) ist ein Gemeindeteil des Marktes Flachslanden im Landkreis Ansbach (Mittelfranken, Bayern). Rosenbach liegt in der Gemarkung Flachslanden.

## Geografie
Durch das Dorf fließt das Rosenbächlein, das als linker Zufluss in die Fränkische Rezat mündet, die unmittelbar westlich der Siedlung fließt. Im Nordwesten liegt das Schlagholz, im Nordosten das Weiherholz, 0,5 km südwestlich das Kellerholz, 0,75 km westlich jenseits der Rezat das Hochholz. Eine Gemeindeverbindungsstraße führt nach Dörflein (2 km nordwestlich) bzw. nach Kellern (0,7 km südöstlich). Parallel dazu verläuft die Bahnstrecke Treuchtlingen–Würzburg. Eine weitere Gemeindeverbindungsstraße führt nach Flachslanden zur Staatsstraße 2253 (1,2 km nordöstlich).

## Geschichte
Der Ort wurde 1204 als „Rossebach“ erstmals urkundlich erwähnt. Der Ortsname leitet sich von einem gleichlautenden Gewässernamen ab, dessen Bestimmungswort Ross ist. Es wurde also ein Bach bezeichnet, an dem Pferde getränkt wurden. Als im 19. Jahrhundert eine Siedlung an der Bahnstation entstand, wurde diese im Volksmund Rosenbach genannt und der ursprüngliche Ort Oberrosenbach.
Das Kloster Heilsbronn erwarb dort zehn Anwesen, die 1632 im Dreißigjährigen Krieg alle abgebrannt bzw. verödet waren.
Gegen Ende des 18. Jahrhunderts gab es in Rosenbach 11 Anwesen (10 Güter, 1 Leerhaus) und ein Gemeindehirtenhaus. Das Hochgericht übte das Rittergut Unternzenn der Herren von Seckendorff-Aberdar im begrenzten Umfang aus. Es hatte ggf. an das brandenburg-ansbachische Hofkastenamt Ansbach auszuliefern. Die Dorf- und Gemeindeherrschaft und die Grundherrschaft über alle Anwesen hatte das Rittergut Unternzenn. Von 1797 bis 1808 unterstand der Ort dem Justiz- und Kammeramt Ansbach.
Im Rahmen des Gemeindeedikts wurde Rosenbach dem 1808 gebildeten Steuerdistrikt Flachslanden und der 1811 gegründeten Ruralgemeinde Flachslanden zugeordnet. In der freiwilligen Gerichtsbarkeit unterstand der gesamte Ort von 1820 bis 1848 dem Patrimonialgericht Unternzenn.

### Baudenkmal
- Haus Nr. 6: Wappenstein, 1779[13]

### Einwohnerentwicklung
| Jahr      | 001818 | 001840 | 001861 | 001871 | 001885 | 001900 | 001925 | 001950 | 001961 | 001970 | 001987 | 002011 | 002017 | 002022 |
| Einwohner | 82     | 89     | 74     | 71     | 77     | 130    | 123    | 194    | 153    | 171    | 145    | 165    | 140    | 135    |
| Häuser    | 13     | 13     |        |        | 17     | 20     | 20     | 25     | 28     |        | 45     |        |        |        |
| Quelle    | [ 15 ] | [ 16 ] | [ 17 ] | [ 18 ] | [ 19 ] | [ 20 ] | [ 21 ] | [ 22 ] | [ 23 ] | [ 24 ] | [ 25 ] |        |        | [ 1 ]  |

## Religion
Der Ort ist seit der Reformation evangelisch-lutherisch geprägt und bis heute nach St. Laurentius (Flachslanden) gepfarrt. Die Einwohner römisch-katholischer Konfession sind nach St. Dionysius (Virnsberg) gepfarrt.